# یواس‌اس سافرونیا (۱۸۶۱)
یواس‌اس سافرونیا (۱۸۶۱) (به انگلیسی: USS Sophronia (1861)) یک کشتی بود که طول آن 104' 6" بود.